# Austropallene bucera
Austropallene bucera is een zeespin uit de familie Callipallenidae. De soort behoort tot het geslacht Austropallene. Austropallene bucera werd in 1993 voor het eerst wetenschappelijk beschreven door Pushkin. 